# ワックスエステル

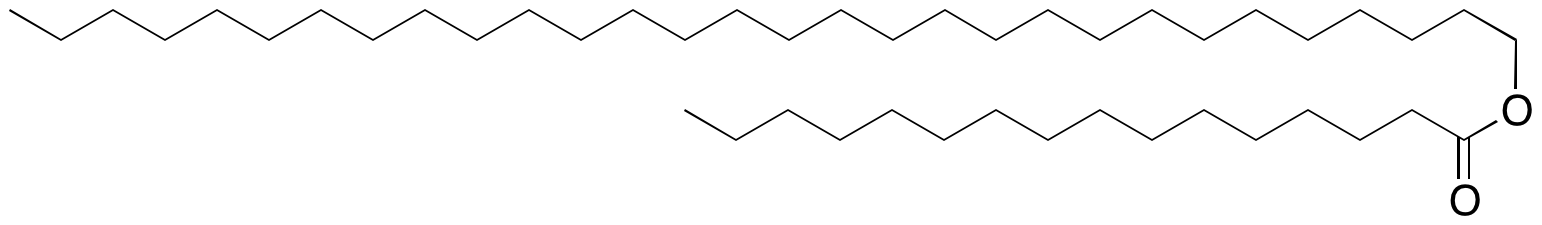
トリアコンタノール(C30)とパルミチン酸(C16)によるトリアコンタニルパルミチン酸

ワックスエステル（Wax ester）とは、蝋（ワックス）の化学的な表記。
炭素数10から12以上の長鎖脂肪酸と、同じく8以上の脂肪族アルコールがエステル結合した、長い鎖状の分子構造を持つ。
栄養学的な脂肪、つまり長鎖脂肪酸が3価アルコールのグリセリンにエステル結合したトリアシルグリセロールと異なり、ヒトは消化できず油脂瀉下を引き起こすことがある一方、皮脂腺で作られる脂質の主成分でもある。
クジラや深海魚（オレンジラフィー、バラムツ、アブラソコムツ、クロマトウダイ、ヒョウマトウダイなど）に多く含まれ、浮力調節とエネルギー貯蔵を兼ねていると考えられている。
アシネトバクター属の細菌では、エネルギー貯蔵に用いられている。
カイアシ類やミドリムシなどのプランクトンでも見られ、一部では化石燃料の代替研究が行われている。
植物では、ホホバの種子から得られるホホバオイルが利用されている。皮膚に塗布した時の使用感は、ホホバオイルとオレンジラフィー油では違いは分からない。